# 焦石英
焦石英（英語：Lechatelierite）或焦矽石是石英玻璃，無定形SiO2，非晶質礦物。

## 結構
焦石英是一種類礦物，因為它沒有晶體結構。不是真正的礦物，但它通常被歸類在石英礦物組中。

## 形成
在自然界，焦石英是在被雷擊時，石英砂經過高溫熔化而形成的。是一種不規則的、分枝的、通常是泡沫狀的空心石英玻璃管，稱為閃電熔岩 。並非所有的閃電熔岩都是焦石英；原始沙必須是近乎純淨的二氧化矽。
焦石英也可由隕石撞擊坑經高壓衝擊變質而形成，被稱為 似曜岩。大多數 似曜岩是不純的SiO2，但在利比亞和埃及撒哈拉沙漠的 似曜岩，被稱為利比亞沙漠玻璃，由幾乎純二氧化矽組成，幾乎是純焦石英。 高壓實驗表明，需要 85 GPa 的衝擊壓力才能在嵌入花崗岩中的石英顆粒中產生焦石英。在亞利桑那州隕石坑中的可可尼諾砂岩層，所形成的焦石英。在撞擊後的快速減壓過程中，被蒸汽膨脹而裂解成小玻璃，其密度小於水。
焦石英 也可由人工形成的，例如是在新墨西哥州白沙的Trinity Flats的第一次核彈爆炸中，石英砂熔化產生玻璃石。